# Ronald Guttman
Ronald Guttman (Uccle, 12 agosto 1952) è un attore e produttore cinematografico belga, attivo a teatro, al cinema e in televisione.

## Biografia
Originario di Bruxelles, nel 1983 esordisce al cinema nel film Danton diretto dal regista Andrzej Wajda.
Ha recitato in numerose serie televisive, tra cui Preacher, The Good Wife, Mad Men, Baskets, Blue Bloods, Homeland.
Le esibizioni di Guttman includono anche numerose produzioni Off-Broadway, tra cui La quinta colonna, un'opera teatrale di Ernest Hemingway.

## Filmografia parziale

### Attore

#### Cinema
- Danton, regia di Andrzej Wajda (1983)
- Hanna K., regia di Costa-Gavras (1983)
- La scatola misteriosa (The Squeeze), regia di Roger Young (1987)
- Nikita - Spie senza volto (Little Nikita), regia di Richard Benjamin (1988)
- Caccia a Ottobre Rosso (The Hunt for Red October), regia di John McTiernan (1990)
- Green Card - Matrimonio di convenienza (Green Card), regia di Peter Weir (1990)
- Avalon, regia di Barry Levinson (1990)
- Storie di spie (Les patriotes), regia di Éric Rochant (1994)
- I racconti del cuscino (The Pillow Book), regia di Peter Greenaway (1995)
- Il guru (The Guru), regia di Daisy von Scherler (2002)
- The Tollbooth, regia di Debra Kirschner (2004)
- Delirious - Tutto è possibile (Delirious), regia di Tom DiCillo (2006)
- La musica nel cuore - August Rush (August Rush), regia di Kirsten Sheridan (2007)
- 27 volte in bianco (27 Dresses), regia di Anne Fletcher (2008)
- 13 - Se perdi... muori (13), regia di Géla Babluani (2010)
- Welcome to New York, regia di Abel Ferrara (2014)
- Catfight - Botte da amiche (Catfight), regia di Onur Tukel (2016)
- Un amore sopra le righe (Monsieur & Madame Adelman), regia di Nicolas Bedos (2016)
- Una giusta causa (On the Basis of Sex), regia di Mimi Leder (2018)

#### Televisione
- Le renard à l'anneau d'or – serie TV (1975)
- Le tiercé de Jack, regia di Jean-Pierre Berckmans – film TV (1979)
- Le rêve d'lcare,regia di Jean Kerchbron – film TV (1982)
- Così gira il mondo (As the World Turns) – soap opera, 1 episodio (1988)
- Law & Order - I due volti della giustizia (Law & Order) – serie TV, 3 episodi (1990-2000)
- La valle dei pini (All My Children) – soap opera, 20 episodi (1991-2009)
- Guerra al virus (And the Band Played On), regia di Roger Spottiswoode – film TV (1993)
- La signora in giallo (Murder, She Wrote) - serie TV, episodio 10x20 (1994)
- Star Trek: Voyager – serie TV, episodio 1x10 (1995)
- L'incredibile Michael (Now and Again) – serie TV, episodio 1x08 (1999)
- Law & Order - Unità vittime speciali (Law & Order - Special Victims Unit)  – serie TV, 2 episodi (1999-2009)
- Squadra emergenza (Third Watch) – serie TV, 3 episodi (2000-2002)
- Law & Order: Criminal Intent – serie TV, 2 episodi (2001-2009)
- Sex and the City – serie TV, episodio 6x18 (2004)
- Lost – serie TV, episodio 2x11 (2006)
- Heroes – serie TV, 3 episodi (2006-2008)
- Lipstick Jungle – serie TV, 2 episodi (2008)
- Blue Bloods – serie TV, episodio 1x03 (2010)
- Mad Men – serie TV, episodio 5x07 (2012)
- Royal Pains – serie TV, episodio 3x13 (2012)
- Elementary – serie TV, episodio 2x03 (2013)
- The Good Wife – serie TV,  episodio 4x12 (2013)
- Madam Secretary – serie TV, 2 episodi (2014-2015)
- Baskets – serie TV, episodio 1x09 (2016)
- Homeland - Caccia alla spia (Homeland) – serie TV, episodio 6x06 (2017)
- Preacher – serie TV, 10 episodi (2017)
- Bull – serie TV, episodio 2x01 (2017)
- Black Earth Rising – serie TV, 3 episodi (2018)
- Hunters – serie TV, 4 episodi (2020)
- Godfather of Harlem – serie TV, 4 episodi (2021)

## Doppiatori italiani
Nelle versioni in italiano delle opere in cui ha recitato, Ronald Guttman è stato doppiato da: 
- Renato Cecchetto in Blue Bloods, Un amore sopra le righe
- Michele Gammino in Mad Men, The Blacklist
- Gianni Marzocchi in La scatola misteriosa
- Claudio Fattoretto in Caccia a Ottobre Rosso
- Giorgio Locuratolo in Guerra al virus
- Romano Malaspina ne La signora in giallo
- Adolfo Fenoglio in Law and Order: Criminal Intent (ep. 1x03)
- Domenico Brioschi in Law and Order: Criminal Intent (ep. 8x04)
- Jacques Peyrac in Lost
- Pietro Biondi in 13 - Se perdi... muori
- Nino Prester in Mystère
- Sergio Di Stefano in Lipstick Jungle
- Carlo Valli in Mildred Pierce
- Gianni Giuliano in Elementary
- Ambrogio Colombo in Welcome to New York
- Edwin Alexander Francis in Madam Secretary
- Saverio Indrio in Bull
- Luca Bottale in Preacher
- Mario Cordova in Hunters